# マックスウェル行政大学院
マックスウェル行政大学院（Maxwell School of Citizenship and Public Affairs）は、アメリカ合衆国ニューヨーク州シラキュースにあるシラキュース大学を構成する学校の一つ。1924年にGeorge Holmes Maxwellによって創立され、行政学、公共政策学、国際関係学を扱う。大学院は、行政学および公共政策学において高い評価を受けている。

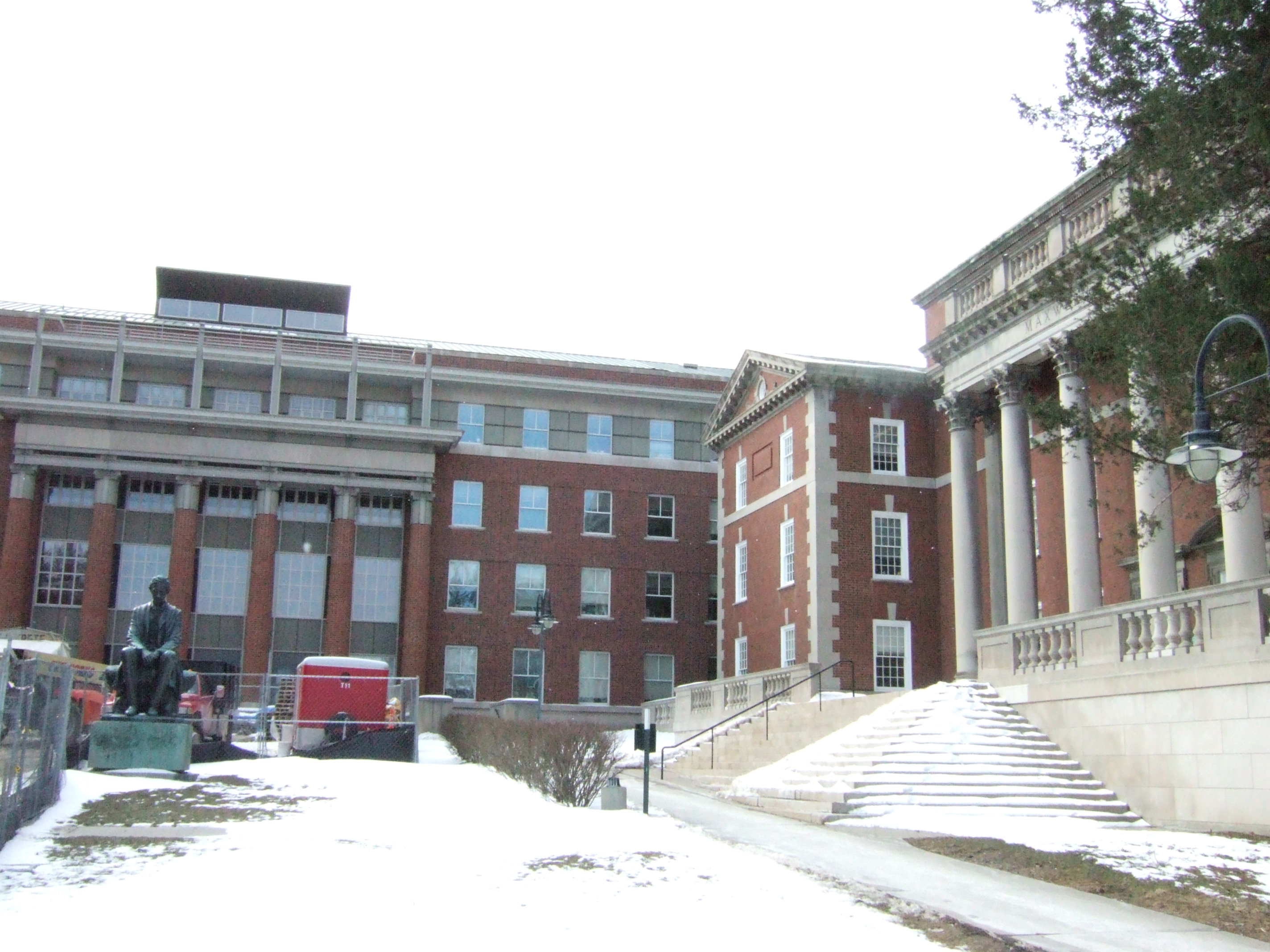
Maxwell School

国際関係論のマスター課程は、International Relations/Affairs関連学部のトップ校の連盟、APSIAに加盟しているため、連盟内の単位交換や、ワシントンD.C.のマクスウェル分校で連盟加盟校との共同授業が頻繁に行われている。また、アメリカ国外の協定校との交換留学などが盛んであり、日本の大学とは東京にある早稲田大学、新潟の国際大学、大阪の関西外国語大学との間で行われている。他に、韓国ソウルの延世大学校、中国北京の清華大学、南アフリカのケープタウン大学などとの間で行われている。また、チリのサンチアゴ、イギリスのロンドン、スイスのジュネーブ、フランスのストラスブール、イスラエルのヘイズリア、ワシントンD.C.などで、独自のプログラムを開講しており、1学期間、その地域に関する講習、または国際機関でのインターンをすることで、単位を取得することができる。また、マクスウェル内部でも、授業選択の自由度がかなり高い学部のため、マクスウェル内の他学部の授業を選択することは日常茶飯事であり、他スクール（MBAなど）の受講も可能である。また、上記以外の世界各国の都市にも、学生が自らの希望による留学・アメリカ国内単位交換という形で散らばっているため、ネットワークは全米、全世界に広がっている。

## 主な出身者
- ショーン・オキーフ（第10代アメリカ航空宇宙局長官）
- リチャード・ダンジグ（第71代アメリカ合衆国海軍長官）
- ピーター・フォーク（アメリカ合衆国俳優）
- 藤井直樹  (元国土交通省事務次官)
- 荒井正吾（奈良県知事、運輸官僚）
- 市川恵一（外務省北米局長）
- 小紫雅史（生駒市長、環境官僚）
- 塚本壽雄（元早稲田大学教授、元総務省行政評価局長)